# CCR5

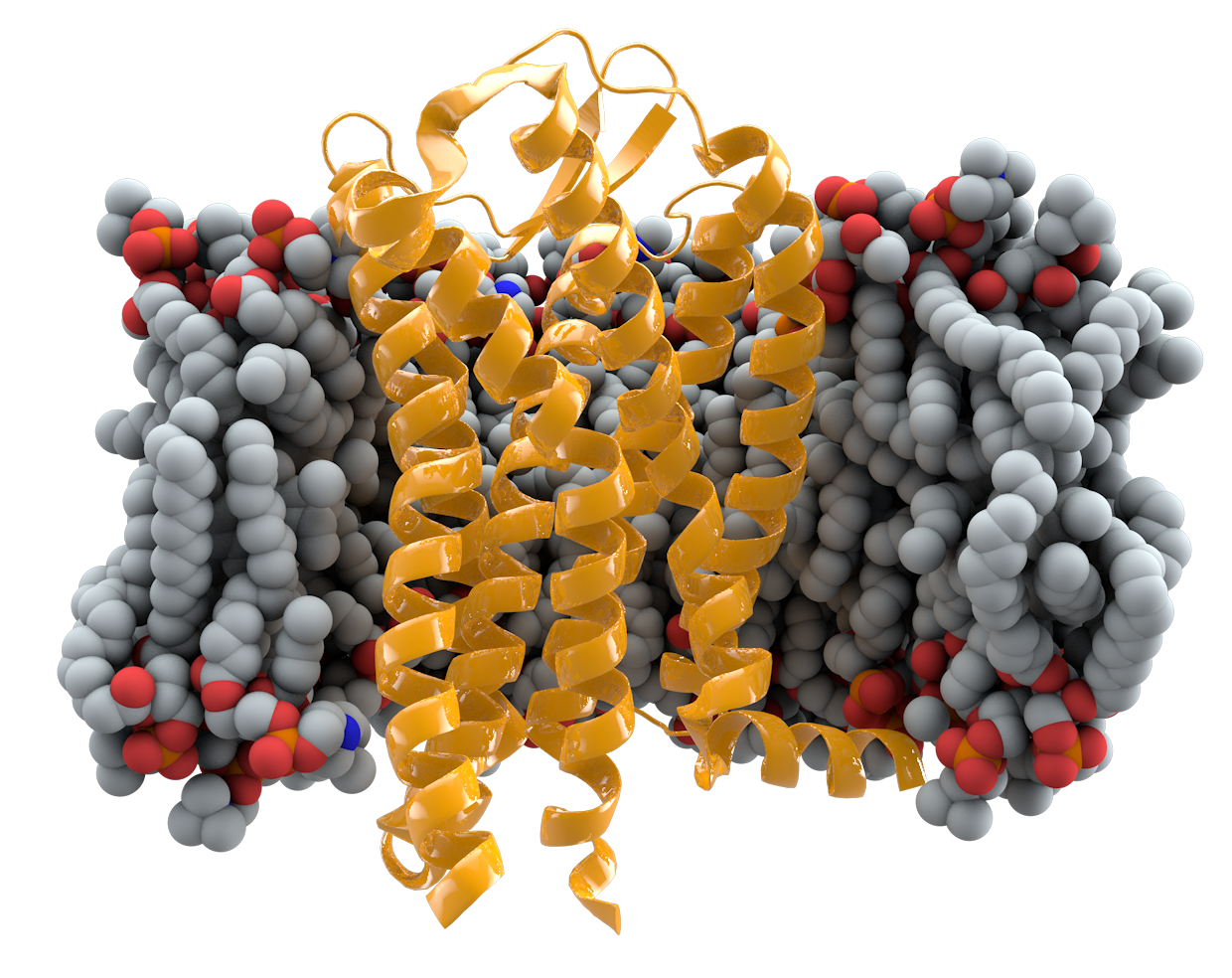
De C-C chemokine-membraanreceptor type 5, ook bekend als CCR5 of CD195

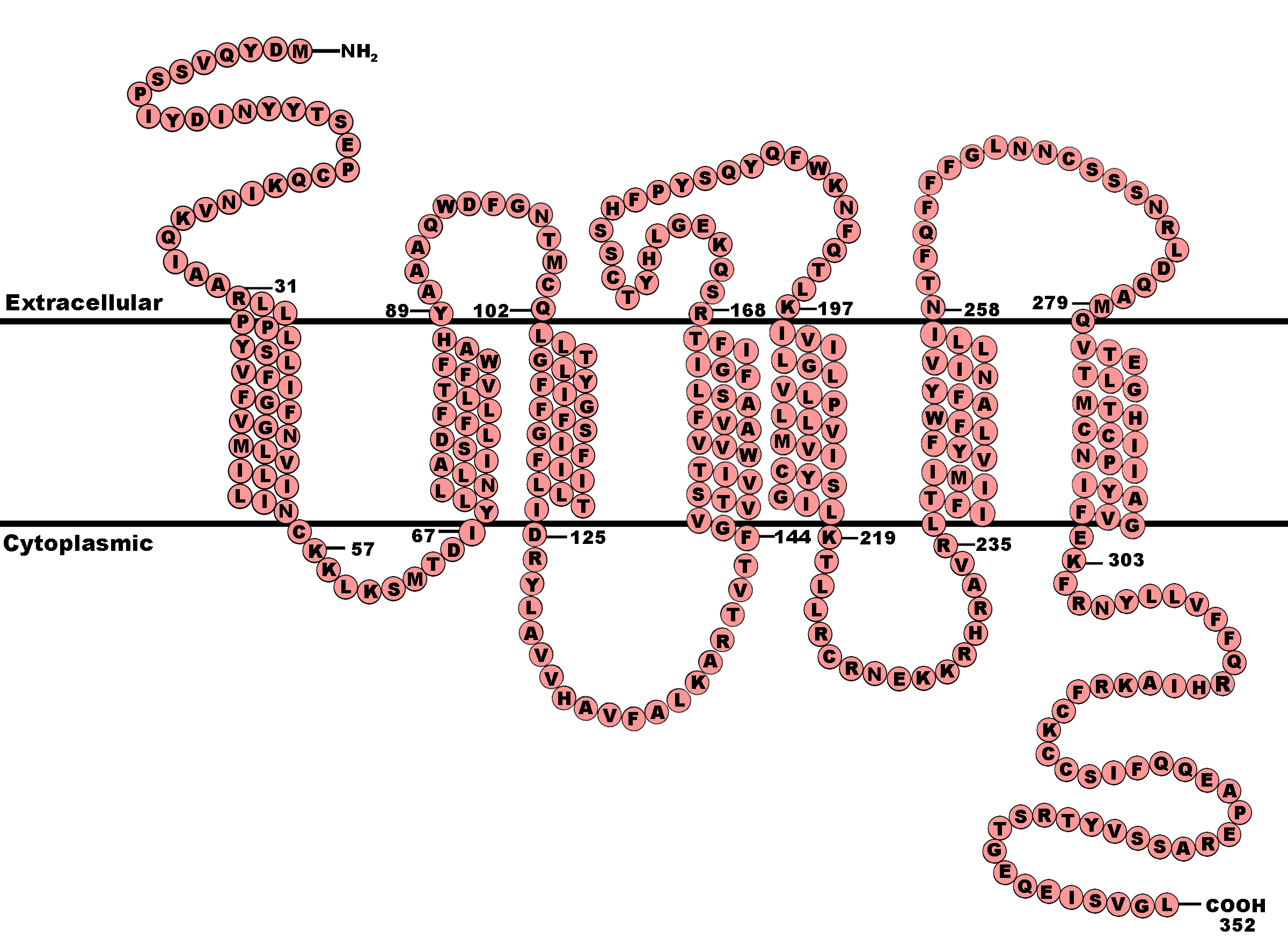
Primaire sequentie van CCR5 op celmembraan

Een CCR5-receptor (C-C chemokine receptor type 5) is een immuunreceptor die in het celmembraan van leukocyten voorkomt. De chemokine CCR5-receptor staat ook bekend als CD195-receptor.

## CCR5 en hiv
De menselijke CCR5-receptor speelt een belangrijke rol tijdens de overdracht van het genetisch materiaal van hiv naar het immuunsysteem van hiv-geïnfecteerden.
Tijdens de overdracht binden de virale, 120 Da zware, gp120 glycoproteïnen op het oppervlak van hiv aan de humane CCR5-receptoren die zich aan het oppervlak van leukocyten zitten, zoals bij macrofagen en NKT-cellen. Na de binding van het virale glycoproteïne aan de humane chemokine-membraanreceptor, worden de capside en het genetisch materiaal in het virus, door het celmembraan van de leukocyt getransporteerd.
Het lege virusomhulsel blijft tijdens de overdracht naar de leukocyt achter in het lymfevocht of het bloedplasma in de intercellulaire ruimte buiten het celmembraan van de leukocyt.

Mechanisme van het binnendringen van het Hiv-virus in de cel: 1. Initiële interactie tussen gp120 en CD4. 2. Conformationele verandering van gp120 maakt secondaire interactie met CCR5 mogelijk. 3. De distale punten van gp41 zijn ingebracht in het celmembraan. 4. gp41 ondergaat een significante conformationele verandering; vouwing in de helft en een coiled-coil wordt gevormd. Dit proces drukt het virusmembraan en celmembraan tegen elkaar, waarna ze samensmelten.

## CCR5-Δ-32-mutatie
Een klein aantal Europeanen is immuun voor hiv en aids omdat ze drager van het gemuteerde CCR5-Δ-32-gen zijn. Daardoor kan het gp120 glycoproteïne van hiv zich niet aan de gemuteerde CCR5-receptoren aan het oppervlak van hun leukocyt hechten. De vierde patient waarbij HIV in totale remissie is, is een 66-jarige man die sinds 1988 gediagnostiseerd was met HIV, en in 2022 genezen is verklaard, na in het voorjaar van 2019 een stamcel-transplantatie te hebben ondergaan vanwege leukemie, met stamcellen van een donor met het gemuteerde CCR5 gen.
Deze CCR5-Δ-32-mutatie komt in Noord-Europa veel vaker voor dan in Zuid-Europa. Waarom deze mutatie in de noordelijke delen van Europa relatief vaak voorkomt weten wetenschappers nog niet.
Volgens een gangbare theorie zou de mutatie de dragers bescherming geboden hebben tegen de builenpest. Na de pest-epidemieën, die vanaf het eind van de Middeleeuwen gedurende enkele honderden jaren woedden, zou de mutatie in het genoom van Europeanen zijn achtergebleven. Volgens een alternatieve theorie zou de mutatie bescherming tegen de pokken gegeven hebben en meer recentelijk, als overblijfsel van een aantal pokkenepidemieën, in het menselijk genenmateriaal zijn terechtgekomen.